# Збичин
Збичин (пол. Zbyczyn) — село в Польщі, у гміні Сецехув Козеницького повіту Мазовецького воєводства.
Населення — 78 осіб (2011).
У 1975-1998 роках село належало до Радомського воєводства.

## Демографія
Демографічна структура станом на 31 березня 2011 року:
|          | Загалом | Допрацездатний вік | Працездатний вік | Постпрацездатний вік |
| -------- | ------- | ------------------ | ---------------- | -------------------- |
| Чоловіки | 37      | 6                  | 30               | 1                    |
| Жінки    | 41      | 9                  | 20               | 12                   |
| Разом    | 78      | 15                 | 50               | 13                   |